# Stewart Grand Prix
A Stewart Grand Prix egy volt Formula–1-es csapat. A háromszoros Formula–1-es világbajnok, Jackie Stewart alapította 1996-ban. A csapatot 2000-ben megvette a Ford, és 2000-től 2004-ig Jaguar Racing néven versenyzett.

## Története
1996-ban sikerült partnerként megszerezniük a Ford motorgyártó részlegét, és 1997-ben meg is érkeztek a Formula–1-be.

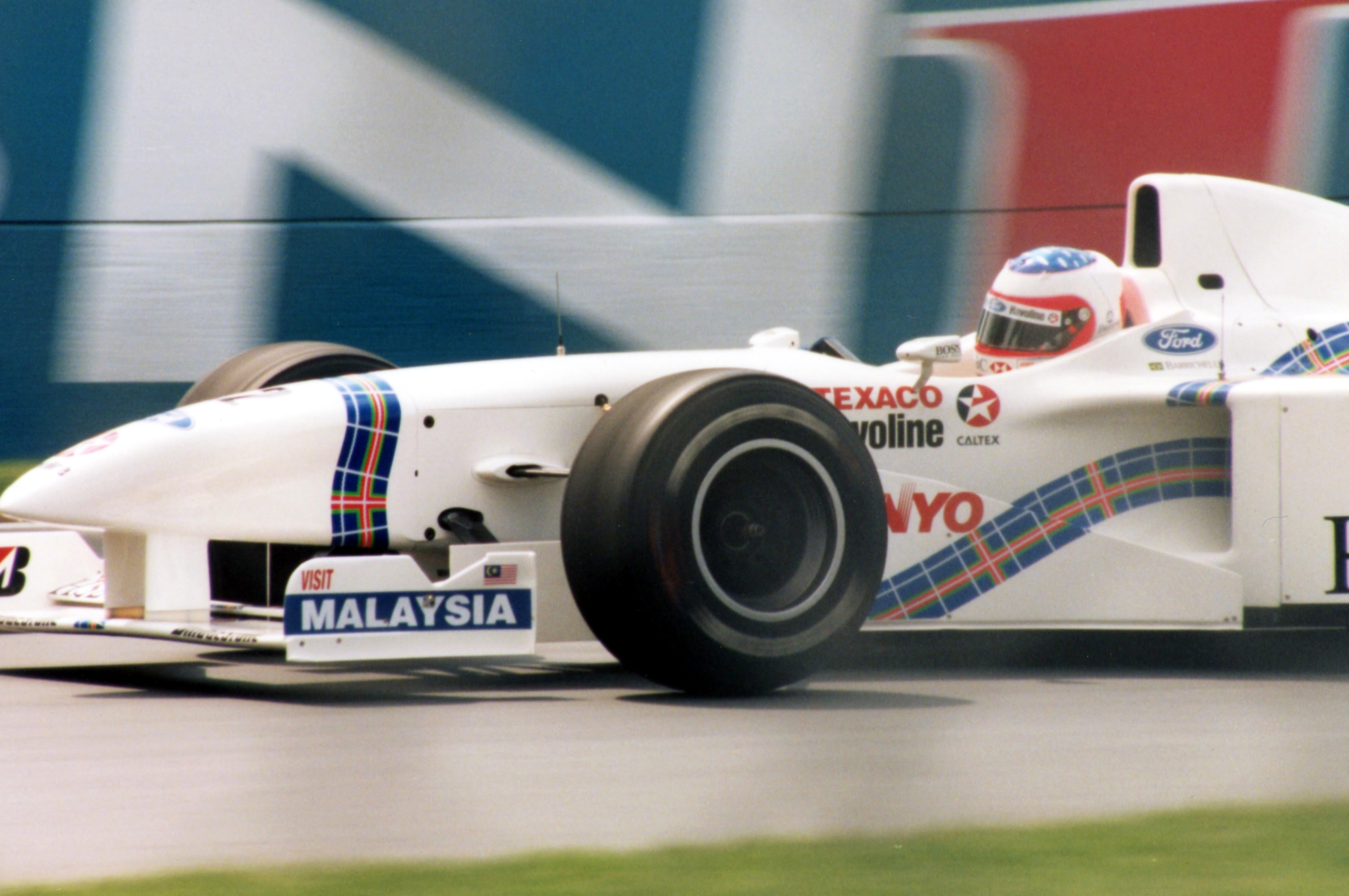
Barrichelloval 1997-ben.

Bemutatkozó évükben a dán Jan Magnussen és a brazil Rubens Barrichello vezették az SF01 kódjelű autót, és a monacói esős futamon Barrichello másodikként ért célba, ezzel megszerezve első dobogós helyezésüket. Michael Schumacher 53 másodperccel nyert Barrichello és csapattársa Irvine előtt. A verseny az eső miatt csak 62 körös volt. Az év további versenyein rengeteg műszaki hiba gátolta meg őket a sikeres szereplésben, és végül kilencedikként végeztek a konstruktőrök között. 
1998-ban egy helyet feljebb léptek, annak ellenére, hogy dobogóra egyszer sem állhattak. A szezont a brazil-dán párossal kezdték meg. A Spanyol versenyen a brazil pilóta a 9. rajtkockából az 5. helyen végzett egy kör hátrányban. A Kanadai Nagydíjon Barrichello ötödikként, Magnussen pedig hatodikként ért célba, ezzel a szezont legjobb eredményét produkálták. A dán pilóta Formula–1-es pályafutása első pontját szerezte ekkor, de mégis ezt követően cserélték le a holland Jos Verstappenre. Mivel utóbbi sem váltotta be a hozzá fűzött reményeket, az 1999-es évre a bizalmat változatlanul élvező Barrichello mellé az angol Johnny Herbertet szerződtették.

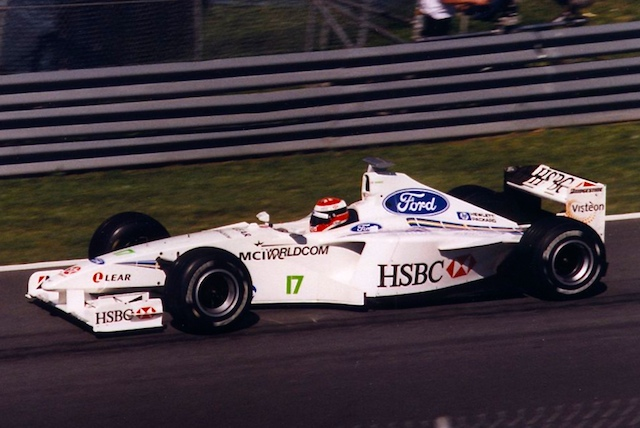
Johnny Herbert 1999-ben.

Ausztráliában Barrichello a 4. helyre kvalifikálta magát, majd a versenyen az 5. helyen ért célba a 8 befutó versenyző közül. São Pauloban Barrichello a harmadik helyről indult a Stewart-Forddal hazai versenyén. Coulthard technikai hiba miatt a boxba hajtott, később pedig kiesett. Häkkinen rövid ideig a harmadik sebességi fokozatban ragadt, így Barrichello és Michael Schumacher is megelőzte, de a finn boxkiállások során visszaállt az élre és győzött. Schumacher második lett, míg Heinz-Harald Frentzené lett a harmadik hely, miután Barrichello motorja tönkrement. Kanadában a sok kiesés következtében Herbert is megszerezte első pontjait a szezonban, miután az 5. helyen ért célba. A következő versenyhétvégén Franciaországban az esős időmérőt Barrichello nyerte Jean Alesi és Olivier Panis előtt. A brazil vezetett az első néhány körben, ezután Coulthard megelőzte, de a skót kiesett váltóhiba miatt. Schumacher megelőzte Barrichellót az első helyért, de később elektronikai hiba miatt lelassult. Häkkinen időközben újra felzárkózott, majd Barrichello megelőzésével az élre állt. Az élen haladók közül sokaknak ki kellett állnia még további üzemanyagért, míg a harmadik helyezett Frentzennek nem, így a német megszerezte pályafutása második futamgyőzelmét Häkkinen és Barrichello előtt. Egyre megbízhatóbbak és gyorsabbak lettek, a Hungaroringen Barrichello 5. lett. Olaszországban a brazil a 7. pozícióból a 4. helyig jött fel a leintésig. A következő versenyen Herbert révén végre megszerezték első és utolsó világbajnoki futamgyőzelmüket az Európa Nagydíjon, a Nürburgringen. A verseny felénél Frentzen vezetett Coulthard és Ralf előtt, de elektronikai hiba miatt kiesett, első boxkiállása után. Ekkor újra esni kezdett, a vezető Coulthard kicsúszott és kiesett. Ezt követően Ralf Schumacher vezetett, de defektet kapott és az ötödik helyre esett vissza. A nedves pályán Fisichelláé lett a vezetés, de kicsúszása után ő is kiesett. Ezzel Johnny Herbert került az élre a Stewarttal, majd a pálya felszáradását követően győzött Jarno Trulli Prostja és a csapattárs Barrichello előtt. A szezon utolsó előtti versenyén a Maláj Nagydíjon Herbert a 4., míg csapattársa az 5. helyen ért célba. A csapat utolsó évében 36 pontot szerzett, amivel a negyedik helyet szerezte meg a konstruktőrök versenyében. Ez volt az utolsó szezonjuk a Formula–1-ben miután a Ford felvásárolta a csapatot.

## Formula–1-es eredményei
| Év   | Modell | Motor                   | Gumik | Versenyzők         | 1   | 2   | 3   | 4   | 5   | 6   | 7   | 8   | 9   | 10  | 11  | 12  | 13  | 14  | 15  | 16  | 17  | Pont | Helyezés |
| ---- | ------ | ----------------------- | ----- | ------------------ | --- | --- | --- | --- | --- | --- | --- | --- | --- | --- | --- | --- | --- | --- | --- | --- | --- | ---- | -------- |
| 1997 | SF01   | Ford VJ Zetec-R 3.0 V10 | B     |                    | AUS | BRA | ARG | SMR | MON | ESP | CAN | FRA | GBR | GER | HUN | BEL | ITA | AUT | LUX | JPN | EUR | 6    | 9.       |
| 1997 | SF01   | Ford VJ Zetec-R 3.0 V10 | B     | Rubens Barrichello | Ki  | Ki  | Ki  | Ki  | 2   | Ki  | Ki  | Ki  | Ki  | Ki  | Ki  | Ki  | 13  | 14  | Ki  | Ki  | Ki  | 6    | 9.       |
| 1997 | SF01   | Ford VJ Zetec-R 3.0 V10 | B     | Jan Magnussen      | Ki  | DNS | 10  | Ki  | 7   | 13  | Ki  | Ki  | Ki  | Ki  | Ki  | 12  | Ki  | Ki  | Ki  | Ki  | 9   | 6    | 9.       |
| 1998 | SF02   | Ford VJ Zetec-R 3.0 V10 | B     |                    | AUS | BRA | ARG | SMR | ESP | MON | CAN | FRA | GBR | AUT | GER | HUN | BEL | ITA | LUX | JPN |     | 5    | 8.       |
| 1998 | SF02   | Ford VJ Zetec-R 3.0 V10 | B     | Rubens Barrichello | Ki  | Ki  | 10  | Ki  | 5   | Ki  | 5   | 10  | Ki  | Ki  | Ki  | Ki  | Ki  | 10  | 11  | Ki  |     | 5    | 8.       |
| 1998 | SF02   | Ford VJ Zetec-R 3.0 V10 | B     | Jan Magnussen      | Ki  | 10  | Ki  | Ki  | 12  | Ki  | 6   |     |     |     |     |     |     |     |     |     |     | 5    | 8.       |
| 1998 | SF02   | Ford VJ Zetec-R 3.0 V10 | B     | Jos Verstappen     |     |     |     |     |     |     |     | 12  | Ki  | Ki  | Ki  | 13  | Ki  | Ki  | 13  | Ki  |     | 5    | 8.       |
| 1999 | SF3    | Ford CR-1 3.0 V10       | B     |                    | AUS | BRA | SMR | MON | ESP | CAN | FRA | GBR | AUT | GER | HUN | BEL | ITA | EUR | MAL | JPN |     | 36   | 4.       |
| 1999 | SF3    | Ford CR-1 3.0 V10       | B     | Rubens Barrichello | 5   | Ki  | 3   | 9   | DSQ | Ki  | 3   | 8   | Ki  | Ki  | 5   | 10  | 4   | 3   | 5   | 8   |     | 36   | 4.       |
| 1999 | SF3    | Ford CR-1 3.0 V10       | B     | Johnny Herbert     | DNS | Ki  | 10  | Ki  | Ki  | 5   | Ki  | 12  | 14  | 11  | 11  | Ki  | Ki  | 1   | 4   | 7   |     | 36   | 4.       |